# Campionat britànic de trial 1951
La temporada de 1951 del Campionat britànic de trial fou la 2a edició d'aquest campionat, organitzat per l'ACU. El calendari oficial constava de 31 proves puntuables.

## Classificació final
| Posició | Pilot           | Motocicleta | Punts |
| ------- | --------------- | ----------- | ----- |
| 1       | Bill Nicholson  | BSA         | 90    |
| 2       | R. Young        | ?           | 78    |
| 3       | Jim Alves       | Triumph     | 72    |
| 4       | Bob Ray         | Ariel       | 68    |
| 5       | Artie Ratcliffe | Matchless   | 50    |
| 6       | David Tye       | BSA         | 47 ½  |
| 7       | Tom Ellis       | BSA         | 47    |
| 8       | Ted Breffitt    | Norton?     | 44    |
| 9       | Peter Hammond   | Triumph?    | 36 ½  |
| 10      | Jeff Smith      | BSA         | 33    |